# Лукино (Красногородский район)
Лукино — деревня в Красногородском районе Псковской области России. Входит в состав Красногородской волости.
Расположена в центральной части района, в 12 км к северо-востоку от районного центра, посёлка Красногородск.

## Население
| 2001 | 2002 | 2010 |
| ---- | ---- | ---- |
| 149  | ↘112 | ↘67  |

Численность население деревни по оценке на конец 2000 года составляла 149 жителей.

## История
С января 1995 до июля 2010 года деревня входила в Граинскую волость в качестве её административного центра, упразднённую в пользу  Красногородской волости.